# Proteína de unión al ADN bacteriano
En biología molecular, las proteínas de unión al ADN bacteriano son una familia de proteínas pequeñas, generalmente básicas, de unos 90 residuos que se unen al ADN y se conocen como proteínas similares a las histonas.  Dado que las proteínas de unión bacterianas tienen una diversidad de funciones, ha sido difícil desarrollar una función común para todas ellas. Se les conoce comúnmente como similares a las histonas y tienen muchos rasgos similares con las histonas eucariotas. Las histonas eucariotas empaquetan el ADN para ayudarlo a encajar en el núcleo, y se sabe que son las proteínas más conservadas de la naturaleza. Los ejemplos incluyen la proteína HU de la Escherichia coli, un dímero de cadenas alfa y beta estrechamente relacionadas y en otras bacterias puede ser un dímero de cadenas idénticas. Se han encontrado proteínas de tipo HU en una variedad de bacterias ( incluidas las cianobacterias) y arqueas, y también están codificadas en el genoma del cloroplasto de algunas algas. El factor de integración del huésped (IHF), un dímero de cadenas estrechamente relacionadas que se sugiere que funcionan en la recombinación genética, así como en el control de la traducción y la transcripción, se encuentran en las enterobacterias y en proteínas virales, incluida la proteína del virus de la peste porcina africana A104R.
Esta familia también se encuentra en un grupo de eucariotas conocidos como dinoflagelados. Estas proteínas similares a las histonas de dinoflagelados reemplazan a las histonas en algunos dinoflagelados y empaquetan el ADN en un estado líquido-cristalino.

## Historia
Las proteínas similares a las histonas están presentes en muchas eubacterias , cianobacterias y arqueobacterias . Estas proteínas participan en todas las funciones dependientes del ADN; En estos procesos, las proteínas de unión al ADN bacteriano tienen un papel arquitectónico, manteniendo la integridad estructural a medida que avanza la transcripción , la recombinación, la replicación o cualquier otro proceso dependiente del ADN. Las histonas eucariotas se descubrieron por primera vez a través de experimentos en ClNa 0,4 M. En estas altas concentraciones de cloruro sódico, la histona eucariótica se eluye de una solución de ADN en la que el ADN monocatenario se une de forma covalente a la celulosa. Después de la elución, la proteína se une fácilmente al ADN, lo que indica la alta afinidad de la proteína por el ADN. Se desconocía la presencia de proteínas similares a histonas en bacterias hasta que se observaron similitudes entre las histonas eucariotas y la proteína HU, particularmente debido a la abundancia, basicidad y tamaño pequeño de ambas proteínas. Tras una mayor investigación, se descubrió que la composición de aminoácidos de HU se asemeja a la de las histonas eucariotas, lo que provocó una mayor investigación sobre la función exacta de las proteínas de unión al ADN bacteriano y el descubrimiento de otras proteínas relacionadas en las bacterias.

## Papel en la replicacion del ADN
La investigación sugiere que la proteína de unión al ADN bacteriano tiene un papel importante durante la replicacion de ADN; la proteína participa en la establizacion de la cadena retrasada, así como en la interacción con la ADN polimerasa III. Se ha estudiado la función de la proteína de unión al ADN monocatenario (SSB) durante la replicacion del ADN en Escherichia coli, específicamente las interacciones entre la SSB y la subunidad X de la ADN polimerasa III en entornos de concentraciones salinas variables.
En la replicacion del ADN en el sitio de la cadena retrasada, la ADN polimerasa III elimina los nucleótidos individualmente de la proteína de unión al ADN. Un sistema SSB/ADN inestable daría como resultado una rápida desintegración de la SSB, lo que detendría la replicacion del ADN. Las investigaciones han demostrado que el ssDNA se estabiliza mediante la interacción de SSB y la subunidad χ de la ADN polimerasa III en E. coli, preparándose así para la replicación manteniendo la conformación correcta que aumenta la afinidad de unión de las enzimas al ssDNA. Además, la unión de SSB a la ADN polimerasa III en la horquilla de replicación evita la disociación de SSB, lo que aumenta en consecuencia la eficiencia de la ADN polimerasa III para sintetizar una nueva cadena de ADN.

## Ejemplos

### H-NS
Inicialmente, se pensaba que las proteínas de unión al ADN bacteriano ayudaban a estabilizar el ADN bacteriano. Actualmente, se han descubierto muchas más funciones de las proteínas de unión al ADN de las bacterias, incluida la regulación de la expresión genética por la proteína estructuradora de nucleoide similar a las histonas H-NS.

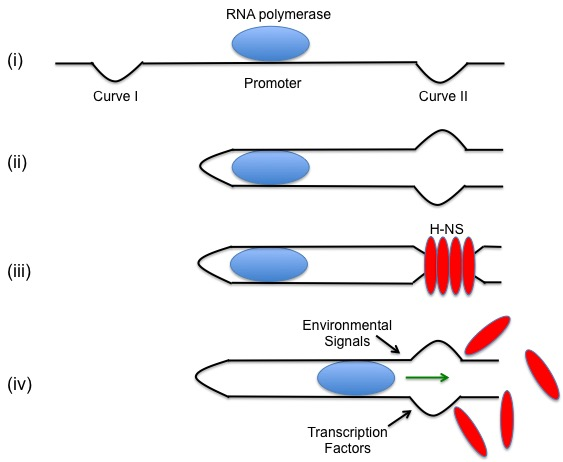
La ARN polimerasa en el promotor está rodeada por ADN curvado. (ii) Este ADN curvo envuelve la polimerasa. (iii) H-NS se une al ADN curvado para bloquear la ARN polimerasa en el promotor y evita que se produzca la transcripción. (iv) Las señales ambientales y los factores de transcripción liberan la proteína de unión bacteriana al ADN y permiten que continúe la transcripción.

H-NS tiene aproximadamente 15,6 kDa y ayuda en la regulación de la transcripción bacteriana en bacterias reprimiendo y activando ciertos genes. H-NS se une al ADN con una curvatura intrínseca. En E. coli, H-NS se une a un promotor P1 disminuyendo la producción de ARNr durante los períodos estacionarios y de crecimiento lento. La ARN polimerasa y la proteína de unión al ADN H-NS tienen sitios de unión superpuestos; Se cree que H-NS regula la producción de ARNr actuando sobre el sitio de inicio de la transcripción. Se ha descubierto que tanto la H-NS como la ARN polimerasa se unen al promotor P1 y forman un complejo. Cuando H-NS se une con la ARN polimerasa en la región promotora, existen diferencias estructurales en el ADN que son accesibles. También se ha encontrado que H-NS puede afectar la traducción al unirse al ARNm y provocar su degradación.

### HU
HU es una pequeña (10 kDa) proteína similar a una histona bacteriana que se asemeja a la histona H2B eucariota. HU actúa de manera similar a una histona al inducir un superenrollamiento negativo en el ADN circular con la ayuda de la topoisomerasa. La proteína se ha implicado en la replicacion, recombinación del ADN. Con un núcleo hidrofobico helicoidal a y dos brazos de cinta B cargados positivamente, HU se une de manera no específica a dsADN con baja afinidad, pero se une al ADN alterado (como uniones, muescas, espacios, bifurcaciones y salientes) con alta afinidad. Los brazos se unen al surco menor del ADN en estados de baja afinidad; en estados de alta afinidad un componente de la hélice α también interactúa con el ADN. Sin embargo, la función de esta proteína no se limita únicamente al ADN; HU también se une a híbridos de ARN y ADN-ARN con la misma afinidad que el ADN superenrollado.
Investigaciones recientes han revelado que HU se une con alta especificidad al ARNm de rpos, una transcripción del factor de estrés sigma de la ARN polimerasa, y estimula la traducción de la proteína. Además de esta función del ARN, también se demostró que HU se une a DsrA, un pequeño ARN no codificante que regula la transcripción mediante la represión de H-NS y estimula la traducción mediante el aumento de la expresión de rpoS. Estas interacciones sugieren que HU tiene múltiples influencias sobre la transcripción y traducción en células bacterianas.

### IHF
El factor de integración del huésped, IHF, es una proteína asociada a nucleoide que solo se encuentra en bacterias gram negativas. Es un heterodimero de 20 kDa, compuesto por subunidades α y β que se unen a la secuencia 5'- WATCAANNNTTR-3' y dobla el ADN aproximadamente 160 grados. Los brazos β de IHF tienen residuos de prolina que ayudan a estabilizar las torceduras del ADN. Estas torceduras pueden ayudar a compactar el ADN y permitir el superenrollamiento. El modo de unión al ADN depende de factores ambientales,como la concentración de iones presentes. Con una alta concentración de KCl, el ADN se dobla débilmente. Se ha descubierto que se produce una curvatura más pronunciada del ADN cuando la concentración de KCl es inferior a 100 mM y el IHF no está concentrado.

### Implicaciones y futuras investigaciones.
Las funciones de las proteínas bacterianas de unión al ADN no se limitan a la replicación del ADN. Los investigadores han estado investigando otras vías a las que afectan estas proteínas. Se sabe que la proteína de unión al ADN H-NS desempeña funciones en la organización cromosómica y la regulación genética; sin embargo, estudios recientes también han confirmado su papel en la regulación indirecta de las funciones de los flagelos. Algunos enlaces reguladores de la motilidad en los que influye H-NS incluyen la molécula mensajera Cyclic di-GMP, la proteína reguladora de biopelícula CsgD y los factores sigma, σ (S) y σ (F). Otros estudios tienen como objetivo caracterizar las formas en que esta proteína organizadora de nucleoides afecta la motilidad de la célula a través de otras vías reguladoras.
Otros investigadores han utilizado proteínas bacterianas de unión al ADN para investigar Salmonella enterica serovar Typhimurium, en la que los genes T6SS se activan a partir de una infección de macrófagos. Cuando S. Typhimurium infecta, su eficiencia se puede mejorar mediante un mecanismo de detección y muerte con silenciamiento T6SS H-NS. Se crean ensayos que combinan fusiones de indicadores, ensayos de cambio de movilidad electroforética, huella de ADNasa y microscopía de fluorescencia para silenciar el grupo de genes T6SS mediante la proteína H-NS estructurante de nucleoides similares a histonas.